# Federación de las Asociaciones de Fútbol de Uganda
La Federación de las Asociaciones de Fútbol de Uganda (en inglés Federation of Uganda Football Associations, FUFA) es el organismo rector del fútbol en Uganda, con sede en Kampala. Fue fundada en 1924 y desde 1959 es miembro de la FIFA y de la CAF. Organiza la Superliga y la Copa de Uganda, así como los partidos de la selección nacional en sus distintas categorías.